# Stadio Montilivi
Lo stadio Montilivi, ufficialmente stadio municipale Montilivi (in catalano Estadi Municipal de Montilivi), è uno stadio di calcio di Gerona, città spagnola della Catalogna. Inaugurato nel 1970, si trova nel quartiere Montilivi della città di Gerona ed è il campo da gioco del Girona, la locale squadra di calcio.
Inizialmente capace di 9 500 spettatori, nel giugno del 2017, a seguito della promozione in Primera División, sono stati avviati interventi di adeguamento ai requisiti della LFP, tra i quali: potenziamento dell'illuminazione, realizzazione di una sala stampa e ampliamento fino a 14 624 posti a sedere, da completare in un termine massimo di due anni.
Accanto al Montilivi è presente un campo ausiliario di dimensioni più contenute (90 x 45 m), anch'esso in erba naturale.